# Orthocephalus coriaceus
Orthocephalus coriaceus är en insektsart som först beskrevs av Fabricius 1777.  Orthocephalus coriaceus ingår i släktet Orthocephalus och familjen ängsskinnbaggar. Arten är reproducerande i Sverige. Inga underarter finns listade i Catalogue of Life.